# Skalička
Skalička – miejscowość i gmina (obec) w Czechach, w kraju ołomunieckim, w powiecie Przerów. W 2022 roku liczyła 164 mieszkańców.
Pierwsza wzmianka o miejscowości pochodzi z 1328 roku.

## Zabytki
- zamek z 1807
- posąg św. Jana Nepomucena z 1712 (w parku zamkowym)
- dzwonnica z początku XVIII wieku
- wiatrak z początku XIX wieku
- pseudogotycka kaplica NMP z XIX wieku[potrzebny przypis]